# حسن مکارمی

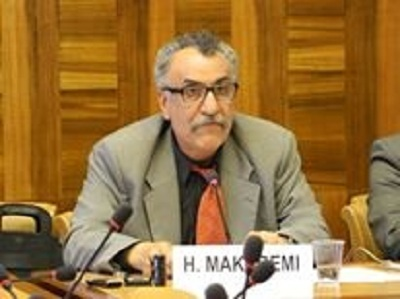

حسن مکارمی روانکاو، خطاط، نقاش و مدافع حقوق بشر ایرانی است. همچنین او در کرسی خدمات راهبردی برای نوسازی سازمان‌های بزرگ در دانشگاه سوربن مشاور و پژوهشگر است.

## زندگی‌نامه
حسن مکارمی در شیراز به سال ۱۳۲۹ به دنیا آمد.
تحصیلاتش را در پلی تکنیک تهران، دانشگاه شیراز، در ایران و دانشگاه کامپین، مدرسه مهندسی سانترال پاریس، دانشکده پزشکی پاریس هفت، و مرکز مطالعات استراتژی و دیپلماسی پاریسدر فرانسه گذرانده‌است. دکتر حسن مکارمی از سال ۱۳۶۱ در فرانسه زندگی می‌کند. وی تاکنون بیش از بیست و پنج نمایشگاه نقاشی و خوشنویسی از کارهایش در فرانسه یونسکو، روسیه نمایشگاه جهانی خوشنویسی مدرن، کوبا، مراکش و آمریکا بر پاساخته‌است. مکارمی همچنین مقالات گوناگونی در نشریات ایرانی و فرانسوی به چاپ رسانده‌است. از او تا کنون هشت کتاب به زبان فارسی، چهار کتاب به زبان فرانسه، دو کتاب به زبان‌های فارسی و فرانسه و یک کتاب ترجمه از فرانسه به فارسی چاپ شده‌است.

## آثار
عناوین کتاب‌های منتشر شده دکتر حسن مکارمی به زبان فارسی:
- دفتر خاطرات ۱۹۹۰ فرانسه
- جغرافیای بازار وکیل، نشر گردون آلمان ۲۰۰۶
- دگر شنیدن گذاشته‌ها نشر گردون آلمان ۲۰۰۷
- پیانو با چهار دست، مجموعه شعر با مینا راد، ۲۰۰۸ نشر گردون آلمان
- نگرشی دیگر بر راز حافظ، انتشارات اچ اند اس مدیا، لندن، ۱۳۹۲[۷]
- نگاهی راهبردی به دوران سبز، انتشارات اچ اند اس مدیا، لندن، ۱۳۹۲[۸]
- چند نگاه راهبردی به آینده ایران، انتشارات اچ اند اس مدیا، لندن، ۱۳۹۳[۹]
- نگاهی دیگر به سرزمین فرهنگی ایران، انتشارات اچ اند اس مدیا، لندن، ۱۳۹۴[۱۰]

عناوین کتاب‌های منتشر شده دو زبانه دکتر حسن مکارمی:
- پیانو با چهار دست، انتشارات آرماتان،[۱۱] پاریس
- این باغ را هوا تویی، انتشارات آرماتان،[۱۲] پاریس

عناوین کتاب‌های ترجمه کرده دکتر حسن مکارمی:
تلویزیون، نوشته ژاک لاکان، انتشارات رخداد نو، تهران ۱۳۹۳
عناوین کتاب‌های منتشر شده دکتر حسن مکارمی به زبان‌هایی غیر از فارسی:
- [۱۳] Hafez par Hafez, Harmattan PARIS
- [۱۴] Regarde croise sur la calligraphie Paris
- [۱۵] Mutation Culturelle vol I Paris
- [۱۶]Mutation Culturelle vol II Paris

## نمایشگاه
- ۱) فرانسه؛ لیموژ، ۱۹۹۶، زمین آسمانی، من آسمانی
- ۲) فرانسه؛ پاریس، ۱۹۹۷، نور و جایگاه
- ۳) فرانسه؛ لیموژ، ۱۹۹۸، جای پای زمان در خوشنویسی فارسی
- ۴) فرانسه؛ لیموژ، ۱۹۹۹، عشق و یگانگی
- ۵) فرانسه؛ پاریس، ۱۹۹۹، زمین خود فرشته ایست، همچون گل
- ۶) فرانسه؛ لیموژ، ۲۰۰۰، فرهنگ مکان زیست انعکاسی از طبیعت.
- ۷) فرانسه؛ پاریس، خوشنویسی
- ۸) فرانسه؛ پومپادور، ۲۰۰۲، در میانه نماد و نشان
- ۹) فرانسه؛ لیموژ، ۲۰۰۲، در میانه نماد و نشان
- ۱۰) فرانسه؛ لیموژ، ۲۰۰۳، فراتر از بدن، مرزهایی نادیدنی
- ۱۱) فرانسه؛ تارب، ۲۰۰۴، فراتر از بدن
- ۱۲) فرانسه؛ پاریس، ۲۰۰۴، بشقاب‌ها
- ۱۳) فرانسه؛ پاریس، ۲۰۰۵، هنر پیش ز تاریخ و حقوق بشر
- ۱۴) فرانسه؛ پاریس ۲۰۰۶، مسیر طی شده
- ۱۵) فرانسه؛ پاریس، ۲۰۰۸، منطق الطیر
- ۱۶) فرانسه؛ پاریس، ۲۰۰۹، یونسکو
- ۱۷) فرانسه؛ مالکوف، ۲۰۱۰ مسیر طی شده
- ۱۸) روسیه؛ نووگرود، ۲۰۱۰، دومین نمایشگاه جهانی خوشنویسی
- ۱۹) فرانسه؛ پاریس، ۲۰۱۰، کمپوزیسیون چینی، خوشنویسی فارسی
- ۲۰) فرانسه؛ پاریس، ۲۰۱۲، مسیر
- ۲۱) فرانسه؛ پاریس، ۲۰۱۲، گالری خانه کادر محله ۱۶
- ۲۲) کوبا؛ هاوانا، ۲۰۱۲، من نه منم
- ۲۳) مراکش؛ فاس فستیوال موسیقی مقدس، من نه منم
- ۲۴) فرانسه؛ پاریس، ۲۰۱۳، گالری نیکلا فلامن جمعی
- ۲۵) روسیه؛ سنت پترسبورگ، ۲۰۱۳، کتابخانه ملی نمایشگاه دسته جمعی